# Roxozinho Está Deitado
"Roxozinho está deitado" é uma canção de Natal tradicional portuguesa originária da freguesia de Carvoeiro no concelho de Mação.

## História
"Roxozinho" é uma composição é de difícil datação. A letra tem origem erudita, surgindo já em 1889 numa publicação baiana chamada "Leituras Religiosas". Nesse jornal, o poema é atribuído a um(a) tal "C. A. da S.". Ainda no final do século XIX, o compositor José P. Saavedra trabalhou na composição que aparece numa coletânea de cânticos de Natal manuscrita produzida entre 1875 e 1900.
No século XX, em 1921, é publicada por Francisco Serrano na sua obra Romances e Canções Populares da Minha Terra, o resultado de uma recolha de canções tradicionais do concelho de Mação, no distrito de Santarém. Partindo desta publicação, o compositor português Fernando Lopes-Graça escreveu um arranjo da melodia que incluiu na sua Segunda Cantata do Natal com o nome Visitação do Menino.

## Melodia e harmonizações
Das várias harmonizações que recebeu Roxozinho está deitado destacam-se:
- Roxozinho está deitado por José P. Saavedra[3][5]
- Visitação do Menino por Fernando Lopes-Graça na Segunda Cantata do Natal[4]
- Roxozinho pelo Pe. Manuel Simões[5]
- Roxozinho pelo Pe. David Sequeira[6]

## Letra
O tema da cantiga é a adoração do Menino. O versos "Já lá vem o sacerdote, / Já Vos estão a beijar" apontam que originalmente se cantaria durante o tradicional "beijar do Menino" durante a Missa do Galo.
Segue-se a letra tal como aparece no poema de "C. A. da S.", na recolha de Francisco Serrano e na versão de David Sequeira:

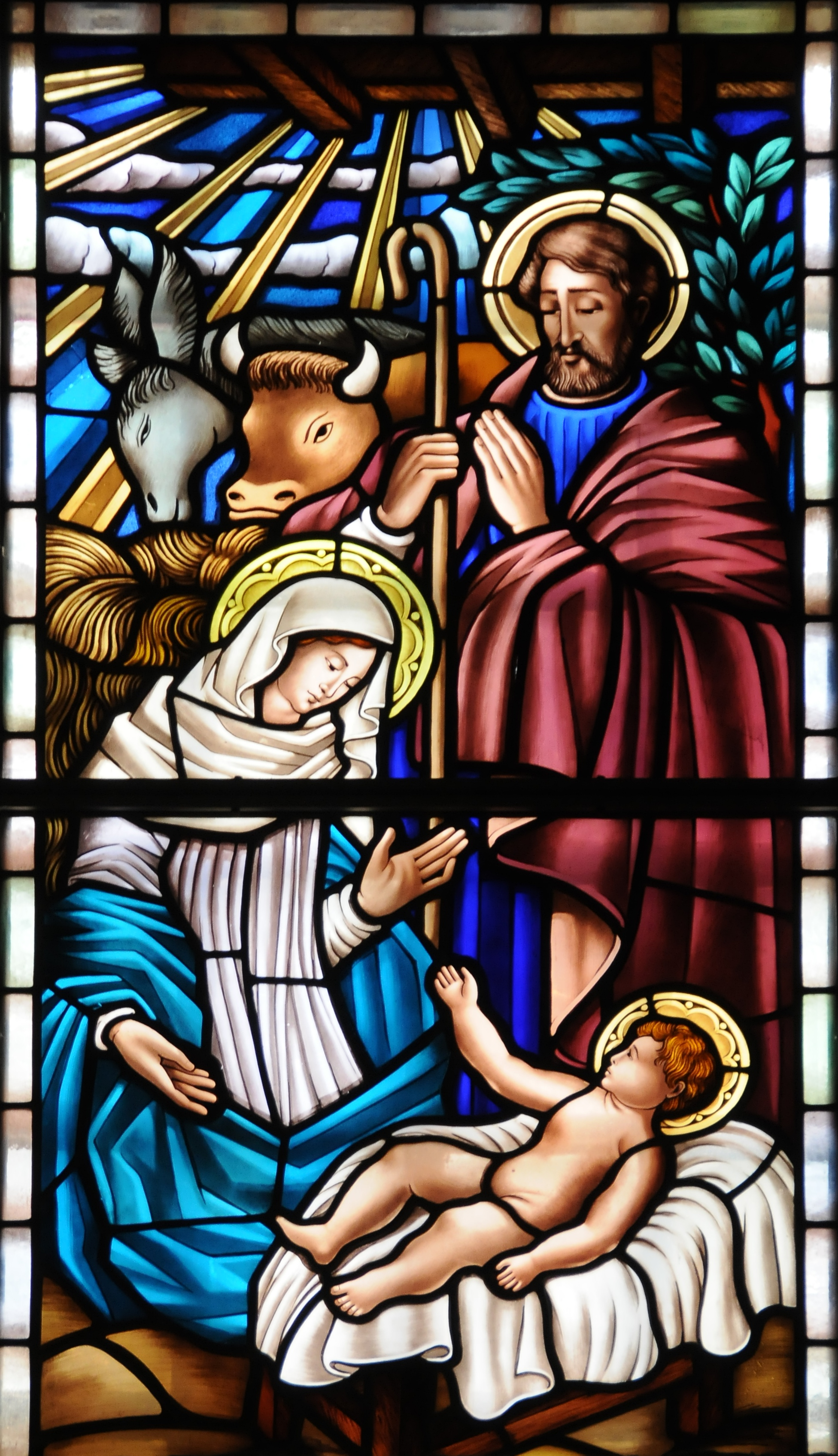
Vitral com Natividade na Igreja Matriz da Trofa.

| C. A. da S.                                                                                               | Francisco Serrano                                                                                     | David Sequeira                                                                                                |
| --- | --- | --- |
| Roxozinho está deitado Em palhinhas, Deus Infante; Ai! quem viu florir no prado Botãozinho mais galante?  | Ó meu Menino Jesus, Nós Vos queremos adorar; Já lá vem o sacerdote, Já Vos estão a beijar!            | Roxozinho que estás deitado Em palhinhas, Deus Infante; Ai! quem viu florir no prado Botãozinho mais galante? |
| Nos cabelos finos de oiro Gelo enreda a aragem fria; A tal prenda qual tesoiro? Vossos braços, ó Maria.   | Roxozinho está deitado Em palhinhas, Deus Infante, Mas não há em fresca rosa Botãozinho mais galante! | Reclinou-se a Mãe formosa, Reclinou-se a Deus Infante; Ai! quem viu em fresca rosa Botãozinho mais galante?   |
| Reclinou-se à Mãe formosa, Reclinou-se Deus Infante; Ai! quem viu em fresca rosa Botãozinho mais galante? | Entrai, pastores, entrai, Na lapinha de Belém; Adorai o Deus Menino, Que nasceu p'ra vosso bem!       | Ó meu Menino Jesus, Nós Vos vimos adorar; Já lá vem o sacerdote, Já Vos estão a beijar!                       |
| Ela, toda amor, ao seio Com finezas mil O aninha. Ele, todo um puro enleio, Dá-lhe à face a facezinha.    | | |
| Coro de anjos eu diviso, Vem cantar a Deus Infante; Ai! não tem no Paraíso Botãozinho mais galante.       | | |

## Discografia
- 1964 — Fernando Lopes-Graça Second Christmas Cantata. Coro da Academia de Amadores de Música. Decca / Valentim de Carvalho. Faixa 6: "Visitação do Menino".
- 1979 — Fernando Lopes-Graça Segunda Cantata do Natal. Choral Phidellius. A Voz do Dono / Valentim de Carvalho. Faixa 6: "Visitação do Menino".
- 1990 — Canções Tradicionais de Natal. Coro Audite Nova de Lisboa. Polygram. Faixa 7: "Entrai, pastores (Algarve)".
- 2012 — Fernando Lopes-Graça Obra Coral a capella  - Volume II. Lisboa Cantat. Numérica. Faixa 6: "Visitação do Menino".[4]